# Casa Nomen (Caldes d'Estrac)
La Casa Nomen és un edifici de Caldes d'Estrac (Maresme).

## Descripció
Casa de planta baixa i dues plantes. Xalet d'estil internacional inspirat en l'arquitectura centreuropea (holandesa i alemanya) d'entreguerres com, per exemple, l'escola Bauhaus (que en alemany vol dir Casa de la Construcció). La façana principal s'orienta en sentit sud-est, cara a la mar. La planta baixa destaca per tenir el sòcol de petita totxana. La porta principal és original, rectangular, com reixada de vidre. L'espai centrat el comparteix amb una finestra de grans dimensions, rectangular. Tant la porta com la finestra presenten marc de petita totxana a joc.
A la primera planta observem un balcó, amb triple barana de ferro arrodonida, amb totxana a la façana, i una finestra rectangular com la vista al pis inferior. El cos de la casa presenta una asimetria, ja que per un costat s'alça un segon pis amb una finestra com les ja vistes, i per l'altre hi ha un balcó mirador de triple barana de ferro arrodonida. Així doncs, l'edificació sembla un cub per un costat i una torre de guaita per l'altre. A la part posterior hi ha un jardí equivalent a dues terceres parts de la finca.

## Història
Aquesta casa també era coneguda els anys trenta del segle XX com Can Pagès.